# Aquavit

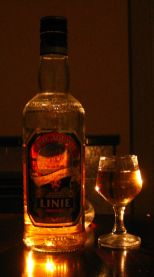
Botella y vaso de aquavit Linie.

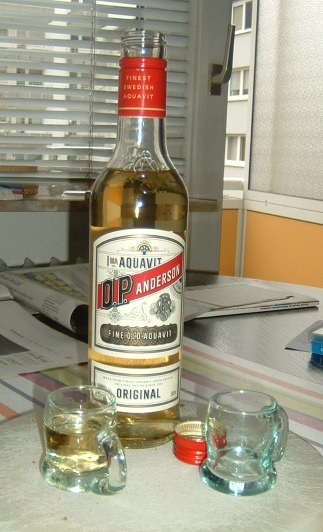
Botella Anderson aquavit

El Akvavit, también conocido como aquavit, es una bebida destilada escandinava de habitualmente un 40 % de alcohol por volumen. Su nombre viene de aqua vitae, que significa "agua de la vida" en latín.
Se destila, al igual que el vodka, de patatas o grano. Se aromatiza con hierbas, como la semilla de alcaravea, comino, eneldo, hinojo, cilantro y granos del paraíso, entre otras. El aquavit suele tener un tono amarillento, pero está disponible en varios colores, de claros a marrón claro.
La primera referencia conocida al aquavit se encuentra en una carta de 1531 de Eske Bille, señor danés del castillo Bergenshus, a Olav Engelbretsson, el último arzobispo de Noruega. La carta, que acompañaba a un paquete, ofrece al arzobispo "un agua que se llama Aqua Vite y es una ayuda para todo tipo de enfermedades que un hombre pueda tener interna y externamente".
Aunque esta afirmación sobre sus propiedades medicinales pueda ser algo exagerada, es creencia popular que el aquavit ayuda a la digestión de comidas pesadas. En Noruega se bebe particularmente en celebraciones, como en Navidad o el 17 de mayo (Día de la Constitución de Noruega). En Suecia es esencial en las cenas tradicionales de Navidad y especialmente en celebración de Midsommar, bebido al tiempo que se cantan las llamadas canciones para beber, o snapsvisa. Normalmente se bebe durante el aperitivo, junto con arenque escabechado, langosta, lutefisk o pescado ahumado. En este aspecto se suele decir jocosamente que el aquavit ayuda al pescado a nadar hasta el estómago. También es habitual en las comidas navideñas noruegas, que incluyen costilla de cerdo asada y pinnekjøtt. Se dice que las especias y el alcohol ayudan al estómago a lidiar con toda la grasa de esas comidas.
Entre las marcas más importantes están Gilde y Linie de Løiten, de Noruega; Aalborg de Dinamarca; y Skåne Akvavit y O.P Andersson de Suecia. Los consumidores de las tres naciones suelen afirmar que "su" estilo de aquavit es el mejor como cuestión de orgullo nacional. El "akevitt" noruego tiende a tener, si no el carácter más distintivo, al menos sí el sabor más potente y el color más profundo. Las marcas Linie ("Løiten Linie" y "Lysholm Linie") se transportan en barcos dentro de viejas barricas de Jerez, y cruzan la línea ecuatorial ("Linie") dos veces antes de ser puestas a la venta, lo que las hace más delicadas que otras marcas. Al vino madeira se le aplica un proceso similar.
Hay varios métodos para beber aquavit. Se apura de un trago (en una pequeña copa de 3-6 cc) con frecuencia, y aunque habitualmente se atribuye a la tradición, se sospecha que tiene algo que ver con que algunas personas tienen problemas con el especial sabor de este tipo de alcohol espirituoso. Los connaisseurs del aquavit, por otro lado, tienden a tratarlo como si fuera un whisky añejo, sorbiéndolo lentamente y profundizando en sus sabores y aromas.
El sabor podría asemejarse al de un vodka, aunque más especiado. Se argumenta que el aquavit complementa mejor a la cerveza que muchos otros espirituosos, y cualquier aquavit suele ir precedido o seguido por un trago de cerveza. Los entusiastas suelen lamentarse de esta práctica, diciendo que la cerveza arruina el delicado equilibrio de sabor y regusto.
Brännvin (vino ardiente) es un término más general, que incluye marcas sin aromatizar. Es producido también en Rusia, Finlandia, Polonia, Reino Unido, Francia y otros países europeos.
Okryddat Brännvin ("vodka sin aliños") y Smaksatt Vodka ("vodka con sabor") es producido en Suecia con la marca Absolut. Otras marcas son Renat y Explorer.
También es conocido como "agua de fuego vikinga" o "agua de fuego noruega".

## Escritura
- Alemán: Aquavit
- Danés: Akvavit
- Feroés: Akvavitt
- Finés: Akvaviitti
- Inglés: Akvavit o Aquavit
- Islandés: Ákavíti
- Neerlandés: Aquavit
- Noruego: Akevitt
- Polaco: Okowita
- Sueco: Akvavit o Kryddat brännvin